# 印尼絲隆頭魚
印尼絲隆頭魚（學名：Cirrhilabrus cenderawasih），又稱印尼絲鰭鸚鯛，為輻鰭魚綱鱸形目隆頭魚亞目隆頭魚科的其中一種，分布於印尼海域，棲息深度22-60公尺，體長可達4.4公分，棲息在海草生長的礁石區，生活習性不明。

## 擴展閱讀
維基物種上的相關：印尼絲隆頭魚